# Fjodor Andrejewitsch Sergejew

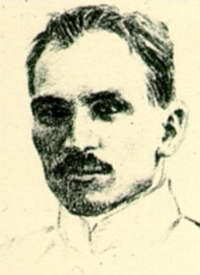
Fjodor „Artjom“ Sergejew

Fjodor Andrejewitsch Sergejew (russisch Фёдор Андреевич Сергеев; * 7. Märzjul. / 19. März 1883greg. in Glebowo, Gouvernement Kursk; † 24. Juli 1921 bei Serpuchow im Gouvernement Tula) war ein russischer Revolutionär. Er war auch bekannt unter dem Namen Artjom.

## Leben und Wirken
Fjodor Sergejew stammte aus der Familie eines Bauunternehmers und wurde im russischen Gouvernement Kursk geboren. Die Kindheit und Jugend verbrachte er in Jekaterinoslaw. Von 1892 bis 1901 besuchte er dort die technische Realschule. 1901 wechselte er dann auf die Technische Universität in Moskau.
Dort wurde er bereits nach wenigen Monaten Mitglied der Sozialdemokratischen Arbeiterpartei Russlands (SDAPR). Er nahm im Jahr 1902 an den Studentenprotesten teil und wurde dafür zwangsexmatrikuliert, verhaftet und für sechs Monate im Gefängnis von Woronesch inhaftiert. Nach seiner Freilassung lebte er im Donezbecken, wo er einen sozialdemokratischen Zirkel an einer dortigen Kohlegrube gründete. Er verstärkte seine illegale Arbeit u. a. mit der Verbreitung der Schriften Lenins. Im Jahr 1902 verließ Sergejew Russland und ging nach Paris, um dort an der russischen Hochschule der Sozialwissenschaften zu studieren, an der er auch eine Vortragsreihe von Lenin besuchte. Ein Jahr später kehrte er in sein Heimatland zurück und begann wieder mit der illegalen Arbeit in Jekaterinoslaw und in der Donezbeckenregion. Von den Bergleuten dort erhielt er seinen Parteinamen (Genosse) Artjom.
Als er Anfang 1905, nach seiner dritten Haftzeit, entlassen wurde, ging er auf Anweisung der Partei nach Charkiw. Die Arbeiter von Charkiw wählten ihn als ihren Delegierten auf dem IV. Parteitag der SDAPR. Durch Verrat wurden alle Delegierten verhaftet. 1907 wurde Sergejew zu lebenslanger Verbannung nach Ostsibirien verurteilt. Im Jahr 1910 kam er über Korea und China nach Australien. Dort setzte er seine Arbeit fort und gründete die Zeitung Australisches Echo für russische Arbeiteremigranten.
Nach der Februarrevolution 1917 kehrte er nach Charkiw zurück und übernahm dort den Vorsitz der Bolschewiki im Stadtrat, der später Stadtsowjet genannt wurde. Gleichzeitig leitete er das Revolutionäre Militärkomitee des Gouvernements Charkow. Wenige Wochen später wurde Sergejew Vorsitzender des Zentralkomitees der SDAPR der Donezbeckenregion. Im Oktober wurde er nach Petrograd gerufen, um am bewaffneten Aufstand während der Oktoberrevolution teilzunehmen.
Seit Februar 1918 war er Vorsitzender des Rates der Volkskommissare und Beauftragter für Volkswirtschaft der Sowjetrepublik Donez-Kriwoi Rog. Er war Mitorganisator der Ersten Donezker Armee, die ihre ersten Kämpfe gegen die neue unabhängige ukrainische Regierung und die Weißen Truppen des Generals Kaledin führte. Nach mehreren Niederlagen gelang es ihm, die Armee, die jetzt 5. Armee hieß, nach Zarizyn zu führen und sie so vor vollständiger Vernichtung zu bewahren. Im Jahre 1919 war Sergejew stellvertretender Vorsitzender der Provisorischen Regierung der Ukraine und leitete die Verteidigung des Donezbeckens gegen die Truppen des weißen Generals Anton Denikin. Anschließend war er Vorsitzender des regionalen Ausschusses zur Neuorganisation der Kohleförderung im Donezbecken. Als Mitglied der Regierung der Ukraine war es ihm ein spezielles Anliegen, die Donezregion wiederzubeleben. In den Jahren 1920/21 unterstützte er Lenin gegen Leo Trotzki in Gewerkschaftsfragen, indem er die Leninsche Plattform der Zehn mitunterschrieb. Von 1920 bis Anfang 1921 war er Sekretär des Moskauer Parteikomitees und danach Vorsitzender der Bergarbeitergewerkschaft TKS.
Er verunglückte am 24. Juli 1921 beim Test eines flugmotorbetriebenen Eisenbahnwaggons (Walerian Abakowskis Aerowagon) tödlich und wurde in Moskau an der Kremlmauer in einem Gemeinschaftsgrab beigesetzt.
Sein Sohn Artjom Sergejew wurde von Stalin adoptiert.

## Ehrungen

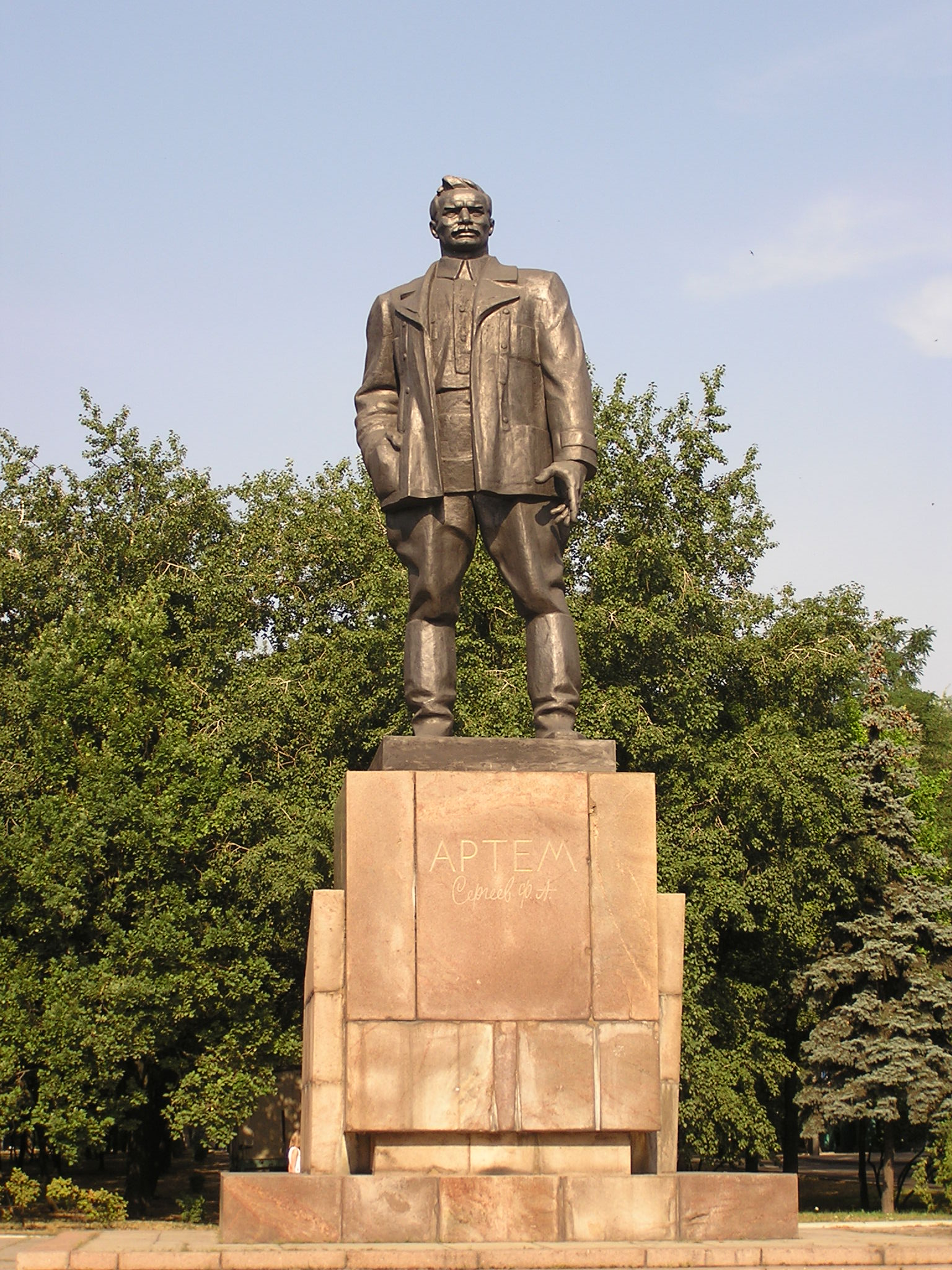
Artjom-Denkmal in Donezk

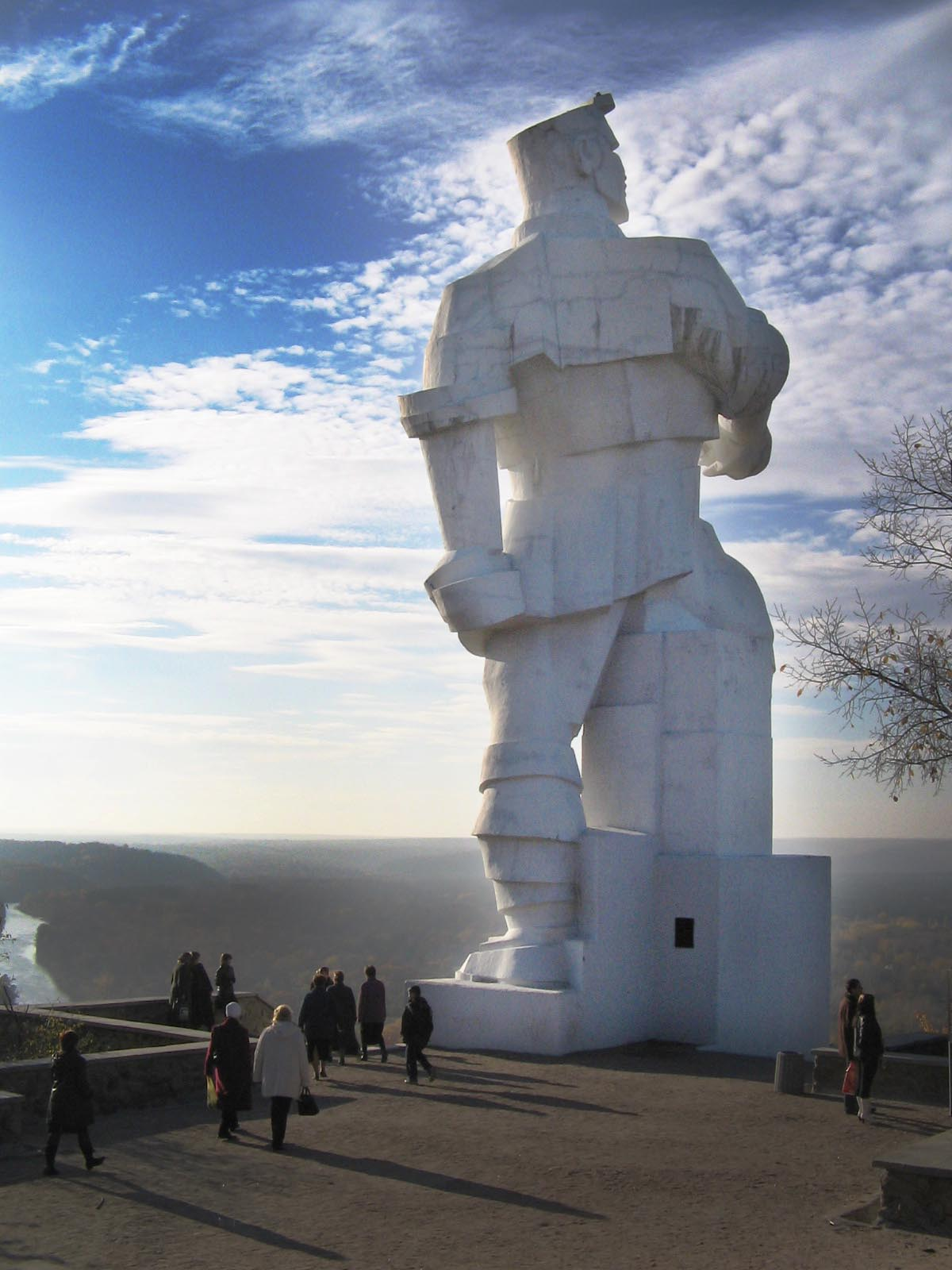
Monumentalstatue nahe dem Kloster Swjatohirsk

- Die Bobrowskaja-Kohlegruben in der heutigen Oblast Swerdlowsk wurden noch 1921 nach Artjom benannt. Die dazugehörige Siedlung erhielt den Namen Artjomowski.
- 1922 wurde die Maschinenfabrik in Kiew nach Artjom benannt (heute Staatliche Aktiengesellschaft „Artjom“, Rüstungsindustrie)
- Die ukrainische Stadt Bachmut hieß von 1924 bis 2016 Artjomowsk.
- 1924 wurde eine in der Region Primorje gegründete Stadt Artjom genannt.
- 1939 wurde der Ort Olchowski in der Region Krasnojarsk in Artjomowsk umbenannt.
- In einer Vielzahl von Städten in Russland und der Ukraine tragen noch immer Straßen, Plätze und öffentliche Gebäude seinen Namen. Ebenso wurde eine Vielzahl von Denkmälern für Artjom aufgestellt.